# Вашингтонська історія
«Вашингтонська історія» (рос. «Вашингтонская история», інша назва рос. «Да поможет мне Бог») — радянський телевізійний фільм-спектакль, знятий у Головній редакції літературно-драматичних програм Центрального телебачення Держтелерадіо СРСР в 1962 році за мотивами роману американського письменника Джея Дайса.

## Сюжет
Роман Джея Дайса (1912—1999) вийшов у світ в 1950 році і приніс автору популярність в країні і за кордоном. Мова в книзі йшла про непрості часи політичної нетерпимості і репресії в післявоєнних Сполучених Штатах, які увійшли в історію країни як «епоха маккартизму» (за прізвищем сенатора вкрай правих поглядів Джозефа Реймонда Маккарті).
Працівниця одного з відділів Державного департаменту США Фейс Венс несподівано отримує виклик до Комісії з розслідування антиамериканської діяльності. І її цілком благополучне і спокійне життя типової американки з «середнього класу» починає швидко руйнуватися, обриваються дружні і сімейні зв'язки, найближчі люди відвертаються від неї, навіть не чекаючи підсумків розпочатого Комісією розслідування.
Але, долаючи охопивший її відчай, Фейс за допомогою з'явившогося поруч коханого чоловіка все ж знаходить в собі сили не опустити руки, вона починає боротьбу за свої права.
Працюючи над фільмом-спектаклем в умовах тодішньої на Центральному телебаченні суворої цензури і крайньої обмеженості коштів художнього вираження, творці телеекранізації прагнуть подолати деяку політичну заданість характерів героїв книги за рахунок драматургічної динаміки дії і поглибленої режисерської роботи із запрошеними відомими театральними акторами.

## У ролях
- Тетяна Конюхова —  Фейс Венс
- Микита Подгорний —  Течер Венс
- Софія Фадєєва —  Джулія, мати Течера Венса
- Анатолій Ларіонов —  Ченждер, адвокат
- Костянтин Мякішев —  Кеннігем, начальник відділу Держдепу
- Микола Свєтловидов —  Томпсон, сенатор
- Юрій Васильєв —  Бадді Брукс
- Дмирий Павлов —  Аб Стоун, профспілковий лідер
- Сергій Конов —  Раш, голова Апеляційної комісії
- Варвара Обухова —  місіс Піпл, начальник бюро особового складу
- Віктор Шарлахов —  людина в капелюсі
- Володимир Кенігсон —  Джим Грейсон, головний адвокат Комісії
- Олександр Грузинський —  помічник прокурора
- Олена Кузнецова —  Мері, служниця в будинку Венсів
- Тетяна Шатова —  Джині, дочка Венсів
- Євген Буренков —  Джим, швейцар
- Валентина Архангельська —  співробітниця Держдепартаменту
- Людмила Пирогова —  співробітниця Держдепартаменту
- Борис Телегін —  голова Комісії з розслідування антиамериканської діяльності
- Володимир Головін —  Дайк, сенатор

## Знімальна група
- Режисери — Ісидор Анненський, Надія Марусалова
- Сценарист — Ісидор Анненський
- Оператори — Олег Гудков, Борис Кипарисов, Борис Ревич
- Художник — Микола Чернявський